# Globalt Ansvar
Globalt Ansvar (Swedish Partnership for Global Responsibility) är ett initiativ som tagits av Sveriges regering "för att främja svenska företags arbete för mänskliga rättigheter, grundläggande arbetsvillkor, bekämpande av korruption och en bättre miljö". Grunderna för verksamheten är OECD:s riktlinjer för multinationella företag och principerna formulerade av FN:s Global Compact.
Globalt Ansvar presenterades av statsminister Göran Persson våren 2002.